# Hawara (Begriff)
Ein Hawara oder Haberer bezeichnet im Wienerischen einen guten Freund. Der Begriff fand über das jiddische Chawer (חבֿר ‚Freund‘, ,Kamerad‘, ,Kumpel‘, aus hebräisch חָבֵר) und Rotwelsche Verwendung.
Die Bedeutung des Hawaras kann unterschiedlich nuanciert sein, z. B. als: Busenfreund (bairisch Busenfreind), Spezl (,spezieller Freund‘), Saufbruder (bairisch Saufbruada) oder Kamerad (bairisch Kaumarod). Mit dem Begriff kann im Wiener Dialekt auch ein Liebhaber oder ein Geliebter gemeint sein oder gar ein Freier oder ein gschupfta Ferdl. Die Koseform von Hawara lautet Habschi, in der Steiermark auch Hawi.
Ursprünglich im Jiddischen sowie auch im Klassisch-Wienerischen ist der Begriff positiv konnotiert. In den letzten Jahren aber ist eine negative Bedeutung dazugekommen: so stehen Hawarei, Mochthawara, vahawan et cetera für Vetternwirtschaft in der Politik.
In der klassischen Bedeutung nannte der Autor des Wiener Dialektlexikons Wolfgang Teuschl seine Übersetzung des Neuen Testaments Da Jesus und seine Hawara.